# Ramon de Nennie
Ramon de Nennie (Den Haag, 23 juli 1958 – Middelburg, 2 augustus 2024) was een Nederlandse kunstenaar en grafisch vormgever, die vanaf 1980 tot aan zijn dood woonachtig was te Middelburg (Zeeland).

## Biografie
Na zijn middelbare schoolopleiding in Den Haag studeerde Ramon aan de Academie voor Beeldende Vorming (Tilburg), waar hij in 1986 afstudeerde. Na zijn vestiging in Middelburg werkte hij als grafisch vormgever, onder meer voor het bureau VOF LaLinea. Daarnaast maakte hij strips voor De Krullebak, de jeugdkrant van de Provinciale Zeeuwse Courant.
Lange tijd gaf De Nennie volwassenen en kinderen teken- en schilderles, eerst bij Van het voormalige Steunpunt Kunstzinnige Vorming & Volwasseneneducatie te Middelburg (1984-1990), en later bij het voormalige Theo van Doesburgcentrum, een kunst- en cultuurhuis in Vlissingen (1986-2002). Tot kort voor zijn dood doceerde hij bij Toonbeeld, het centrum voor kunst- en cultuuronderwijs in Terneuzen.
Ook was Ramon vanaf de jaren 1990 werkzaam voor de Zeeuwse museum- en erfgoedsector en voor de Stichting Erfgoed Zeeland. Zijn creativiteit en improvisatievermogen lagen ten grondslag aan de vormgeving van diverse tentoonstellingen, zoals de multimediale tentoonstelling De Zeeuwse Klapbank (over de streektaal) en publieksgerichte projecten als Door Ons Gedaen (de door 243 Zeeuwen geborduurde merklap van 125 meter), waarvoor hij de fotografie en de vormgeving van het boek en het evaluatierapport verzorgde.
Daarnaast maakte hij zelf kunst: hij illustreerde boeken, tekende strips, schilderde en maakte beelden, schreef gedichten, componeerde en speelde muziek, richtte tentoonstellingen in en gaf bladen en boeken vorm. In 2009 richtte hij het Zeeuwse kunsttijdschrift Decreet op, waarvan tot 2017 vijftien nummers verschenen. Van een ander tijdschrift, de gratis herinneringskrant Zeeuws Weerzien,  was hij eveneens de naamgever, medeoprichter en vormgever.

## Exposities
Een overzichtstentoonstelling van het werk van Ramon de Nennie, getiteld 'Het einde van het lied'  werd eind 2022 gehouden in de Zeeuwse Bibliotheek te Middelburg.
- International Standard Name Identifier: 0000 0003 6877 0864
- Nederlandse Thesaurus van Auteursnamen: 074255460
- RKD-Nederlands Instituut voor Kunstgeschiedenis: 481533
- Virtual International Authority File: 289556487